# Uvularia
Uvularia es un género de plantas herbáceas con una 40 especies, perteneciente a la familia Colchicaceae. Es originario del centro y oeste de Norteamérica en Canadá y Estados Unidos.
Son plantas con simple o doble tallo erecto con hojas alternas. Las flores son colgantes y aparecen en primavera en la cima de la planta, usualmente a pares.

## Especies seleccionadas
- Uvularia acutifolia
- Uvularia amplexicaulis
- Uvularia amplexifolia
- Uvularia betua
- Uvularia calcarata
- Uvularia caroliniana
- Uvularia chinensis
- Uvularia cirrhosa
- Uvularia disporum
- Uvularia distorta
- Uvularia flava
- Uvularia floridana
- Uvularia grandiflora